# Ministre d'État à la Science, à la Recherche et à l'Innovation
Le ministre d'État à la Science et à la Sécurité des investissements en anglais : Minister of State for Science and Investment Security (également connu sous le nom de ministre des sciences) est un poste subalterne au Département des Affaires, de l'Énergie et des Stratégies industrielles du gouvernement britannique. Il a été créé par le ministre d'État aux Universités du second gouvernement Johnson. 
L'actuel titulaire de ce poste est Patrick Vallance qui a pris ses fonctions le 5 juillet 2024.

## Responsabilités
Le ministre est responsable des domaines politiques suivants :
- Science et la Recherche
- Innovation
- Propriété intellectuelle
- Espace
- Technologie agricole
- Technologie

## Liste des sous-secrétaires d'État parlementaires
| Nom | Nom | Portrait | Dates du mandat | Dates du mandat | Parti politique | Premier ministre |
| Sous-secrétaire d'État parlementaire à la Science, à la Recherche et à l'Innovation Rôle formé par le Ministre d'État aux Universités | Sous-secrétaire d'État parlementaire à la Science, à la Recherche et à l'Innovation Rôle formé par le Ministre d'État aux Universités | Sous-secrétaire d'État parlementaire à la Science, à la Recherche et à l'Innovation Rôle formé par le Ministre d'État aux Universités | Sous-secrétaire d'État parlementaire à la Science, à la Recherche et à l'Innovation Rôle formé par le Ministre d'État aux Universités | Sous-secrétaire d'État parlementaire à la Science, à la Recherche et à l'Innovation Rôle formé par le Ministre d'État aux Universités | Sous-secrétaire d'État parlementaire à la Science, à la Recherche et à l'Innovation Rôle formé par le Ministre d'État aux Universités | Sous-secrétaire d'État parlementaire à la Science, à la Recherche et à l'Innovation Rôle formé par le Ministre d'État aux Universités |
| --- | --- | --- | --- | --- | --- | --- |
| | Amanda Solloway MP pour Derby North                                                                                                   | | 14 février 2020 | 17 septembre 2021 | Conservateur | Boris Johnson |
| | George Freeman MP pour Mid Norfolk | | 17 septembre 2021 | 7 juillet 2022 | Conservateur | Boris Johnson |
| Ministre d'État à la Science et à la Sécurité des investissements                                                                     | | | | | | |
| | Nusrat Ghani MP pour Wealden | | 7 septembre 2022 | 26 octobre 2022 | Conservateur | Liz Truss Rishi Sunak |
| Ministre d'État à la Science, à la Recherche et à l'Innovation                                                                        | | | | | | |
| | George Freeman MP pour Mid Norfolk | | 26 octobre 2022 | 13 novembre 2023 | Conservateur | Rishi Sunak |
| | Andrew Griffith MP pour Arundel et South Downs                                                                                        | | 13 novembre 2023 | 5 juillet 2024 | Conservateur | Rishi Sunak |
| | Baron Vallance de Balham | | 5 juillet 2024 | en cours | Labour | Keir Starmer |